# Mike Kennedy (Politiker)

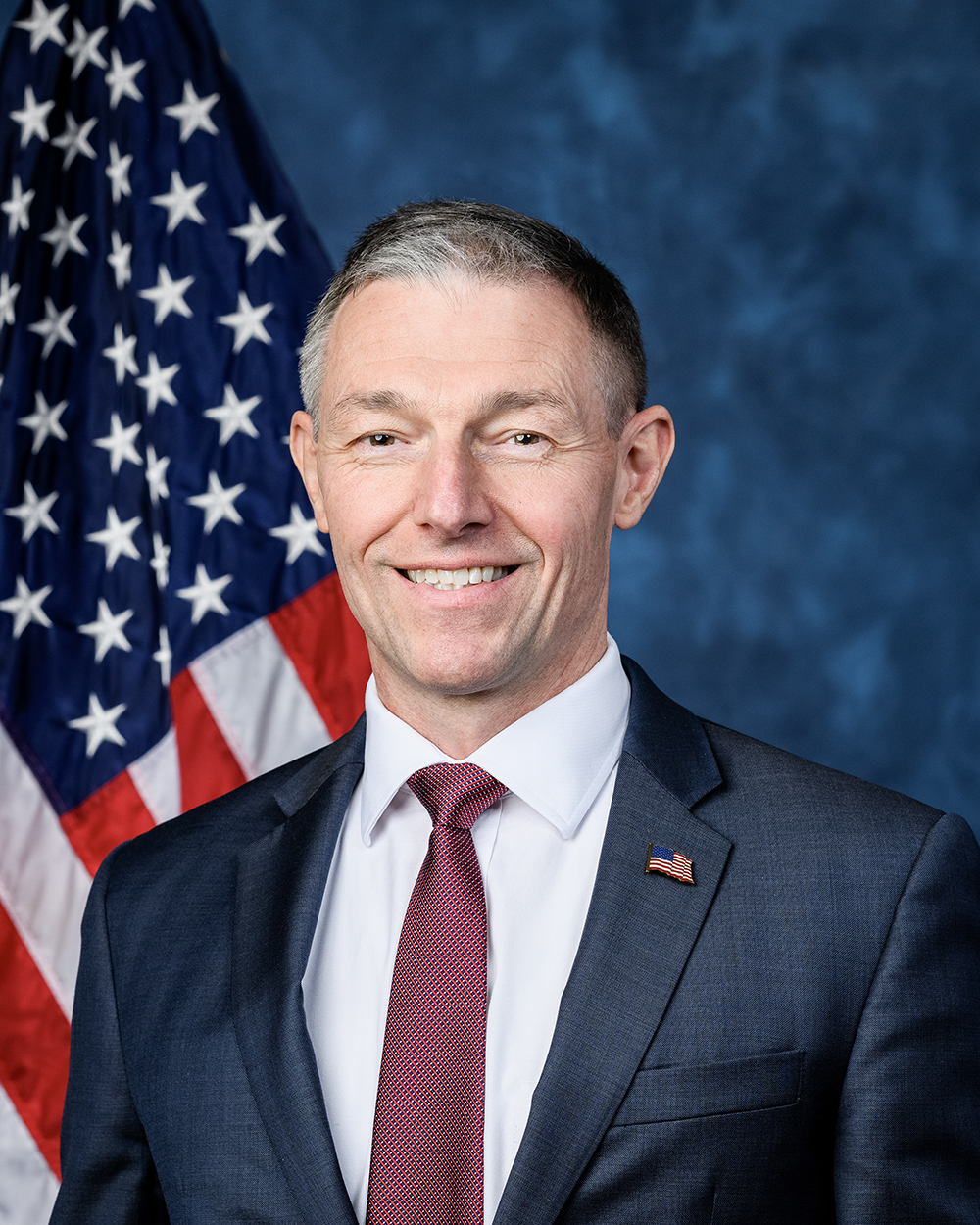
Mike Kennedy (2025)

Michael Stephen „Mike“ Kennedy (* 2. Februar 1969 in Lansing, Michigan) ist ein US-amerikanischer Politiker der Republikaner aus Utah. Er war zunächst ab 2013 Abgeordneter im Repräsentantenhaus von Utah und saß ab 2020 im Senat von Utah. 2024 wurde er im 3. Kongresswahlbezirk Utahs in das Repräsentantenhaus der Vereinigten Staaten gewählt.

## Leben
Kennedy wuchs mit nur einem Elternteil in ärmlichen Verhältnissen in Michigan auf. Nachdem er 1987 in Ypsilanti die High School abgeschlossen hatte, studierte er an der Brigham Young University. Er unterbrach das Studium und war von 1988 bis 1990 Missionar für die Kirche Jesu Christi der Heiligen der Letzten Tage. 1994 schloss er sein Studium mit einem Bachelor of Science ab. Kennedy studierte 1994 bis 1998 Medizin an der Michigan State University und dann noch von 2001 bis 2007 Rechtswissenschaften an der Brigham Young University.
Er arbeitete ab 1998 zunächst als Arzt im Praktikum und dann als Arzt in Krankenhäusern. Seit 2013 war er als Hausarzt in Lindon tätig. Nebenher war er von 2001 bis 2015 als Of Council für eine Rechtsanwaltskanzlei tätig. Er ist Vater von acht Kindern.

## Politik
2012 kandidierte er erstmals für das Repräsentantenhaus von Utah im Wahlkreis 27. In der Vorwahl erhielt er 52,9 % und in der Hauptwahl 92,1 %. In der folgenden Wahl 2014 hatte er keinen Herausforderer in der Republikanischen Partei und wurde mit 88,4 % wiedergewählt. Bei der Wahl 2016 kandidierte niemand außer Kennedy im 27. Wahlkreis.
Nachdem US-Senator Orrin Hatch sich bei der Senatswahl 2018 nicht erneut beworben hatte, kandidierte Kennedy für dessen Sitz im Senat der Vereinigten Staaten. Der Parteitag der Republikanischen Partei stimmte mit 51 % für Kennedy und gegen Mitt Romney. Er musste sich aber in der republikanischen Vorwahl dann doch Mitt Romney geschlagen geben. Kennedy hatte 28,3 % der Stimmen erhalten und Romney 71,7 %.
Er trat 2020 als einziger Kandidat im 21. Wahlkreis für den Senat von Utah an und wurde in diesen Senat gewählt.
In seiner Zeit in der Gesetzgebung Utahs setzte er sich vor allem für gesundheitspolitische Themen ein. Er brachte ein Gesetz ein, das Geschlechtsanpassungen bei Minderjährigen in Utah untersagte, und befasste sich mit Medicaid in Utah. Er brachte während der Corona-Pandemie ein Gesetz ein, das es Arbeitgebern untersagte, Impfungen gegen das SARS-CoV-2-Virus zu verlangen.
Kennedy kandidierte bei der Kongresswahl 2024 im 3. Kongresswahlbezirk, nachdem sich sein Vorgänger John R. Curtis um die Nachfolge des sich zur Ruhe setzenden US-Senators Mitt Romney bewarb. Mike Kennedy qualifizierte sich für die Vorwahl, indem 61,5 % der Delegierten einer Parteiversammlung für ihn als Kandidaten stimmten. Vier der ursprünglich neun Kandidaten qualifizierten sich durch Unterschriftensammlungen für die Vorwahl. Senator Mike Lee rief vor der Vorwahl zur Wahl Kennedys auf. In der Vorwahl konnte er sich gegen seine vier Mitbewerber mit 38,8 % durchsetzen. Die Hauptwahl gegen den Demokraten Glenn Wright gewann Mike Kennedy mit 66,4 %.

### Positionen
Mike Kennedy hielt es für dringend notwendig, die Mauer an der Grenze zwischen den Vereinigten Staaten und Mexiko zu vollenden und Donald Trumps remain in Mexico policy wieder einzuführen, um kontrollieren zu können, wer das Land betrete, bevor sie ankämen.
Das Haushaltsdefizit der Vereinigten Staaten und die Inflation, die durch rücksichtslose Ausgaben in Washington verursacht sei, müssten in Angriff genommen werden. Generationen von Verantwortungslosigkeit, verschärft durch COVID-19-Politik hätten der finanziellen Stabilität geschadet. Man müsse Regierungsausgaben reduzieren, den Haushalt ausgleichen, und Politik fördern, die Wachstum und Stabilität fördere.
Er hält eine Reform der Gesundheitsfürsorge für notwendig. Die Bundesprogramme Medicare und Medicaid müssten von verschwenderischen
Aspekten befreit werden. Statt zu einer Erweiterung durch Bundesstaaten zu ermutigen, indem der Bundeshaushalt Mehrkosten trage, sollten lieber Gesamtsummen zur Verfügung gestellt werden. Die innovative Kraft der Bundesstaaten würde die Mittel klüger einsetzen.